# Miyoshi (Hiroshima)
Miyoshi (japanisch 三次市) ist eine Stadt in der Präfektur Hiroshima in Japan.

## Geschichte
Miyoshi ist eine alte Burgstadt, die ab 1720 zum Hiroshima-han gehörte.
Am 31. März 1954 wurde der Ort zur Stadt erhoben.

## Geographie
Miyoshi liegt nordöstlich von Hiroshima und nordwestlich von Fukuyama.

## Wirtschaft
Miyoshi ist die wichtigste Stadt im nördlichen Teil der Präfektur. Der Ort blühte als Flusshafen und als Burgstadt in der frühen Edo-Zeit. Heute ist die Stadt bekannt, für Landwirtschaft, Viehzucht, Holzarbeiten und Lebensmittelherstellung. Es gibt auch Kormoran-Fischerei.

## Sehenswürdigkeiten

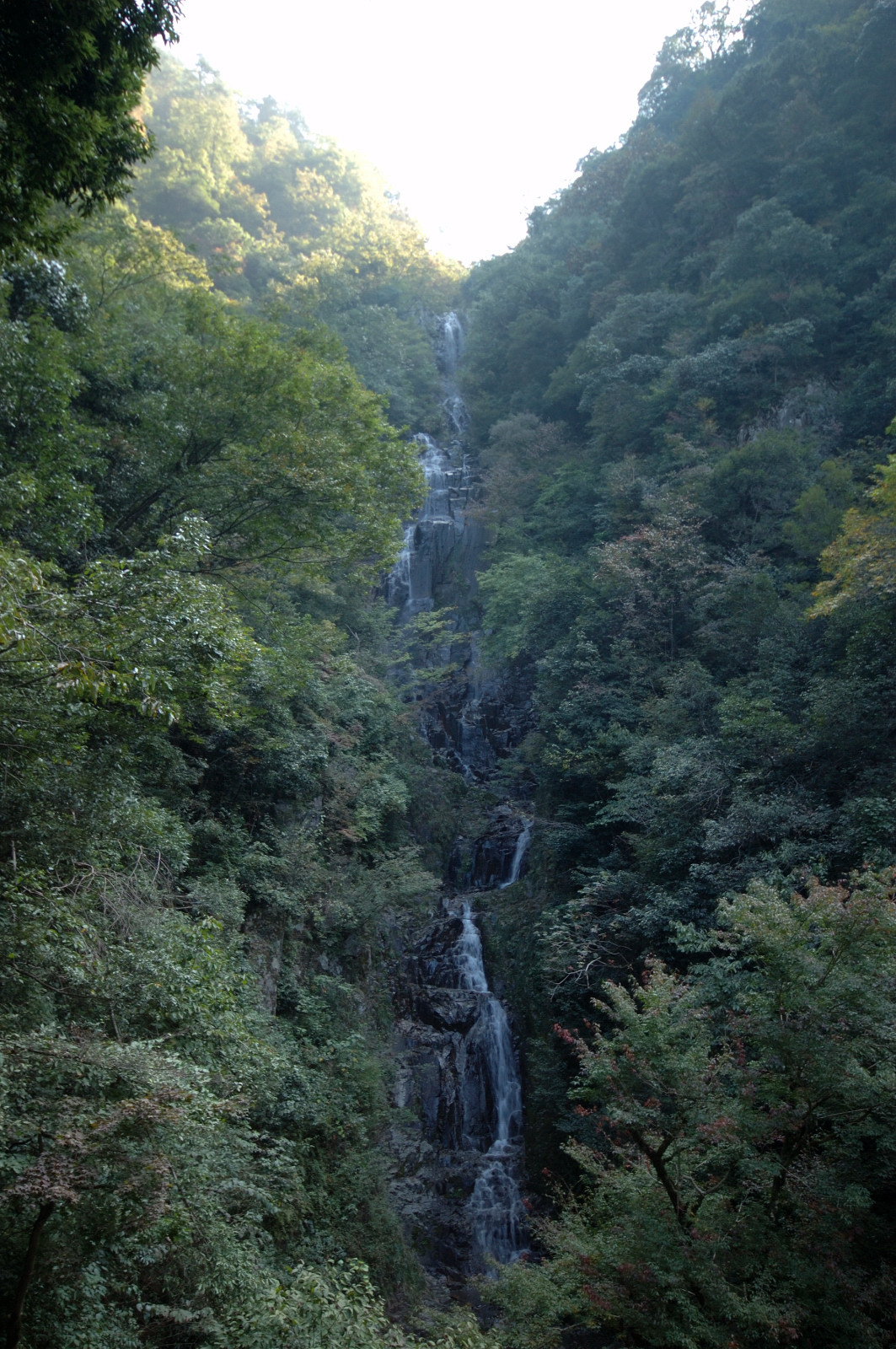
Jōsei-Wasserfall

- Jōsei-Wasserfall (常清滝, Jōsei-daki)

## Söhne und Töchter der Stadt
- Okuda Gensō (1912–2003), Maler
- Masato Ōsugi (* 1983), Fußballspieler
- Kazuki Segawa (* 1990), Fußballspieler
- Takuya Shigehiro (* 1995), Fußballspieler

## Verkehr
- Straße:
  - Chūgoku-Autobahn
  - Nationalstraße 54: nach Hiroshima und Matsue
  - Nationalstraßen 183, 184, 375, 433, 434
- Zug:
  - JR Geibi-Linie: nach Niimi
  - JR Fukuen-Linie: nach Fukuyama
  - JR Sanko-Linie: nach Gōtsu (Stilllegung 2017[1])

## Städtepartnerschaften
- Americus (Georgia), seit 1995
- Sacheon, seit 2001

## Angrenzende Städte und Gemeinden
- Präfektur Hiroshima
  - Fuchu
  - Shobara
  - Higashihiroshima
  - Akitakata
  - Sera
- Präfektur Shimane
  - Ōnan
  - Iinan
  - Misato